# Episodi di Outer Banks (quarta stagione)
La quarta stagione della serie televisiva Outer Banks, composta da dieci episodi, è stata distribuita su Netflix divisa in due parti: la prima il 10 ottobre 2024 e la seconda il 7 novembre 2024.
| nº | Titolo originale    | Titolo italiano       | Pubblicazione   |
| -- | ------------------- | --------------------- | --------------- |
| 1  | The Enduro          | L'Enduro              | 10 ottobre 2024 |
| 2  | Blackbeard          | Barbanera             | 10 ottobre 2024 |
| 3  | The Lupine Corsairs | I mercenari           | 10 ottobre 2024 |
| 4  | The Swell           | Le onde               | 10 ottobre 2024 |
| 5  | Albatross           | L'Albatross           | 10 ottobre 2024 |
| 6  | The Town Council    | Il consiglio comunale | 7 novembre 2024 |
| 7  | Mothers and Fathers | Madri e padri         | 7 novembre 2024 |
| 8  | Decision Day        | Legami di famiglia    | 7 novembre 2024 |
| 9  | The Storm           | La tempesta           | 7 novembre 2024 |
| 10 | The Blue Crown      | La Corona blu         | 7 novembre 2024 |

## L'Enduro
- Titolo originale: The Enduro
- Diretto da: Jonas Pate
- Scritto da: Josh Pate & Shannon Burke

### Trama
Felici dei loro traguardi, i Pogue hanno seria intenzione di investire nel loro futuro. Ma quando le cose prendono una brutta piega, una scommessa azzardata sarà la mossa giusta?

## Barbanera
- Titolo originale: Blackbeard
- Diretto da: Jonas Pate
- Scritto da: Josh Pate & Shannon Burke

### Trama
Alla luce di una strana storia su una maledizione di famiglia, i Pogue ci pensano due volte prima di accettare la generosa offerta di cercare un amuleto connesso a Barbanera.

## I mercenari
- Titolo originale: The Lupine Corsairs
- Diretto da: Gonzalo Amat
- Scritto da: Josh Pate & Shannon Burke

### Trama
Lo sceriffo interroga i Pogue sul loro rapporto con Wes Genrette. JJ e Kiara se la cavano di nuovo per un pelo. A Pope giunge voce di un misterioso artefatto.

## Le onde
- Titolo originale: The Swell
- Diretto da: Gonzalo Amat
- Scritto da: Josh Pate & Shannon Burke

### Trama
Tra i Pogue e i Kook nascono tensioni quando vanno in spiaggia per prendere l'onda migliore dell'anno. Mentre Pope raccoglie informazioni, Cleo affronta una situazione di pericolo.

## L'Albatross
- Titolo originale: Albatross
- Diretto da: Jonas Pate
- Scritto da: Josh Pate & Shannon Burke

### Trama
I Pogue sono presi alla sprovvista quando lo sceriffo si presenta nel peggior momento possibile. JJ riceve una lettera misteriosa. Gli indizi dell'amuleto puntano verso Charleston.

## Il consiglio comunale
- Titolo originale: The Town Council
- Diretto da: Jonas Pate
- Scritto da: Josh Pate & Shannon Burke

### Trama
JJ scopre il suo passato. I Pogue raccolgono consensi su una riunione per la zonizzazione che deciderà il loro destino. Sarah e John B scoprono una teoria sulla pergamena.

## Madri e padri
- Titolo originale: Mothers and Fathers
- Diretto da: Erica Dunton
- Scritto da: Josh Pate & Shannon Burke

### Trama
Un confronto a Goat Island prende una piega pericolosa. Intanto Sarah trova conferma a un sospetto mentre cerca JJ, il futuro di Pope si fa incerto e Topper provoca John B.

## Legami di famiglia
- Titolo originale: Decision Day
- Diretto da: Erica Dunton
- Scritto da: Josh Pate & Shannon Burke

### Trama
Mentre JJ parte per una macabra missione con Groff, Sarah comunica la sua grande notizia, Pope affronta un momento decisivo e Rafe aiuta lo sceriffo a comporre i pezzi.

## La tempesta
- Titolo originale: The Storm
- Diretto da: Jonas Pate
- Scritto da: Josh Pate, Shannon Burke, Crystal Garland & Joey Elkins

### Trama
Inseguiti dalla polizia, i Pogue intraprendono la fase successiva della loro missione con l'aiuto di una persona inaspettata. La tensione esplode quando John B. si confida con JJ.

## La Corona blu
- Titolo originale: The Blue Crown
- Diretto da: Jonas Pate
- Scritto da: Josh Pate & Shannon Burke

### Trama
La caccia a Groff si intensifica in Marocco. In una corsa mortale per reclamare la corona, la lealtà è messa alla prova e un tradimento cambia tutto.